# かさはら潮見の森
かさはら潮見の森（かさはらしおみのもり）は、岐阜県多治見市笠原町深山にある公園。地元では単に「潮見公園」または「潮見の森公園」とも呼ばれる。

## 概要
その名の通り、海（伊勢湾）が見えるのが、公園の名前の由来となっている。愛知県瀬戸市との境にある笠原富士と呼ばれる標高472mの山の頂にあり、頂上にある展望台からは名古屋市をはじめとした濃尾平野や東濃の最高峰である恵那山、空気が澄んでいれば鈴鹿山脈の山々や伊吹山、白山、御嶽山や中央アルプス、さらに条件が良ければ南アルプスの一部などを望むことができる。
なお園内には様々な木々が植えられており、四季の彩りを楽しむことができる。

## ギャラリー

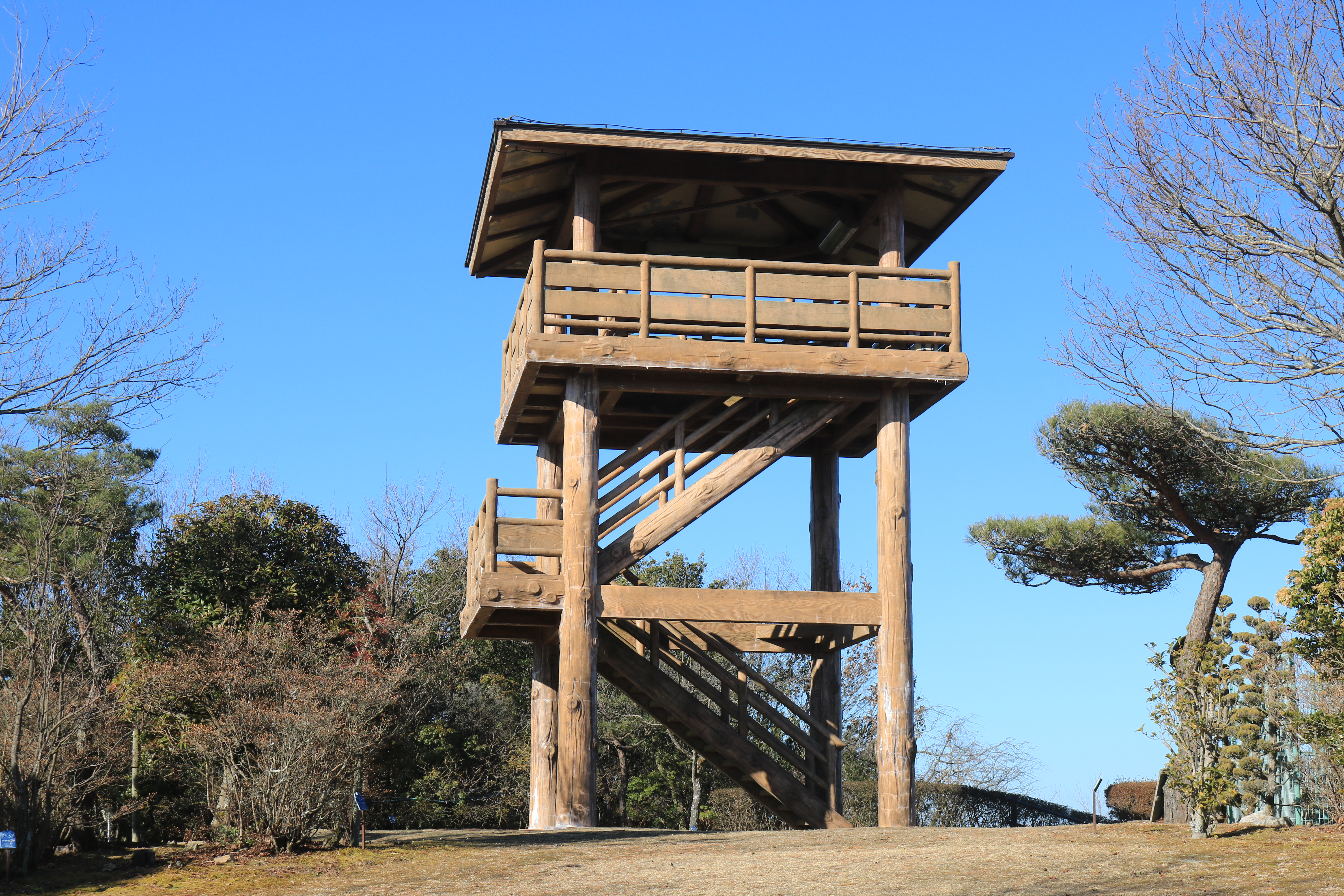
展望台

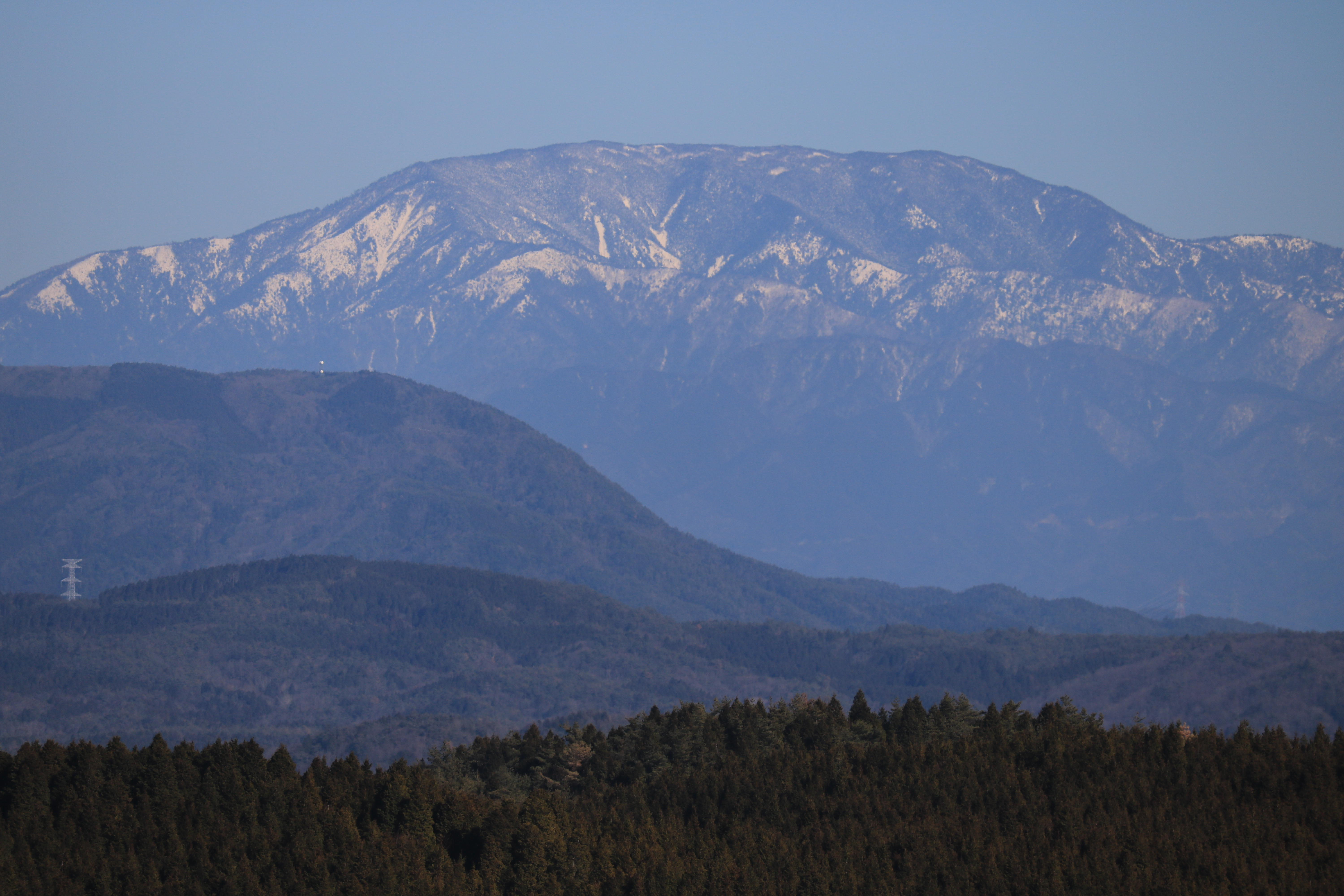
展望台から望む恵那山
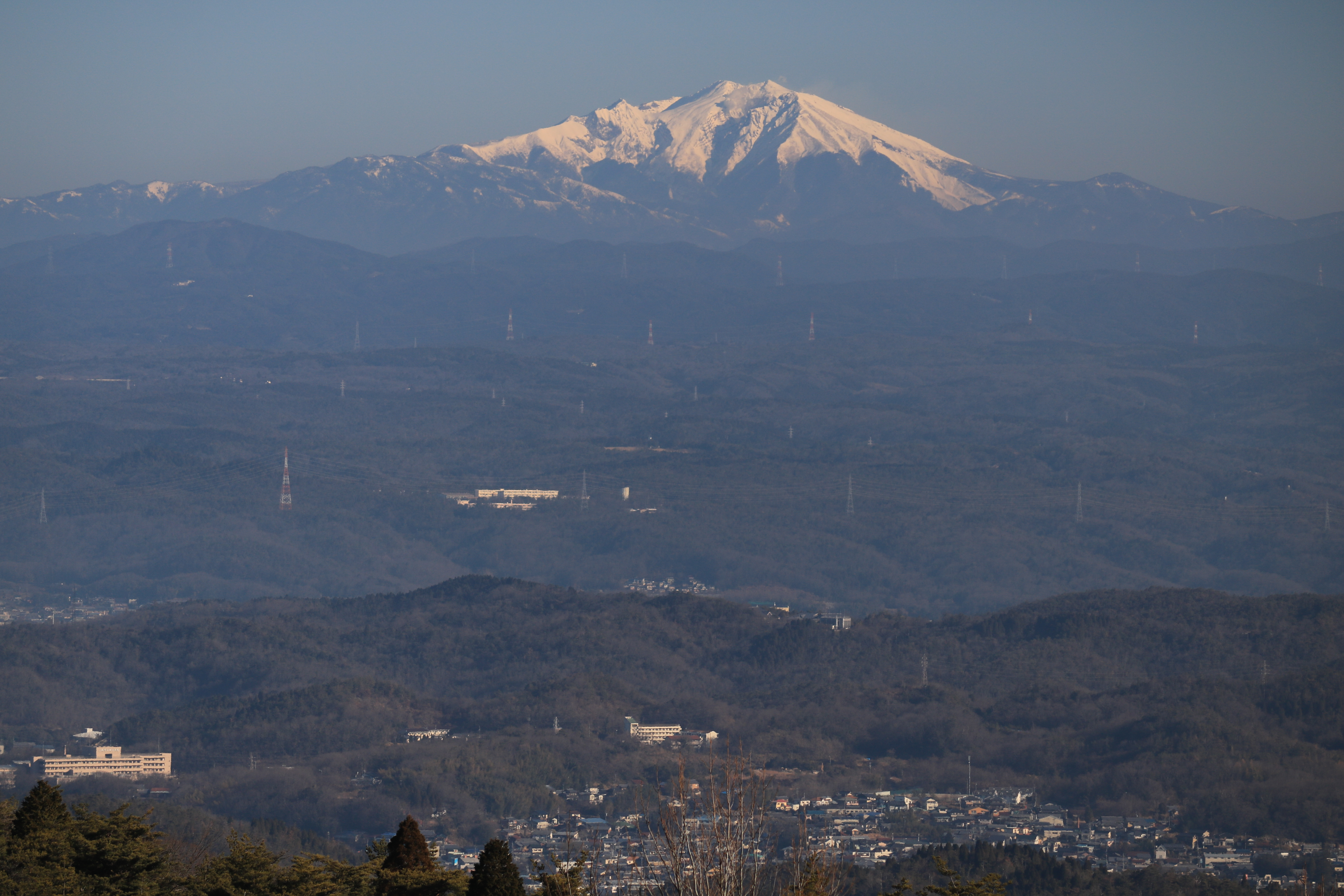
展望台から望む御嶽山

## 沿革
- 1990年（平成2年）6月 - 開園[2]。

## 現地情報
開園時間
- 9:00 - 17:00

休園日
- 年末年始（12月29日 - 1月3日）

## アクセス
アクセス（多治見市）
- JR中央本線・太多線 多治見駅 多治見駅前バスターミナルより東鉄バス「梅平団地」行に乗車、「西ヶ平」バス停より徒歩で約1時間。
- 中央自動車道 多治見ICより車で約40分。
- 東海環状自動車道 土岐南多治見ICより車で約20分。